# Sinaspideretes wimani
Sinaspideretes wimani is een uitgestorven schildpad uit de familie Nieuw-Guinese tweeklauwschildpadden (Carettochelyidae).
De schildpad kwam voor in het huidige China en is bekend uit het Jura. De soort is beschreven op basis van enkele schildfragmenten door de biologen Young en Chow in 1953. Lange tijd werd de schildpad tot de weekschildpadden (Trionichidae) gerekend. Later werd de soort ingedeeld onder de familie Nieuw-Guinese tweeklauwschildpadden. Deze familie kent tegenwoordig nog maar één moderne vertegenwoordiger; de Nieuw-Guinese tweeklauwschildpad (Carettochelys insculpta).
Uit nieuw onderzoek is gebleken dat de schildpad veel overeenkomsten vertoond met een andere soort die alleen als fossiel bekend is; Yehguia tatsuensis.